# Friedel Birker
Friedel Birker auch Alfred Emil Birker (* 31. Juli 1907 in Langensalza; † 3. Juli 1969 in Schmallenberg-Dorlar) war ein lutherischer Pfarrer, Gemeindegründer und Gründer einer Jugendhilfe-Einrichtung.

## Leben
Friedel Birker, wie er zeitlebens genannt wurde und genannt werden wollte, war der Sohn von Emil und Emma Birker. Er zog im Jahr 1919 mit seinen Eltern ins sauerländischen Dorlar und im Jahr 1925 nach Siegen. 1929 bestand er in Siegen das Abitur, wonach er Theologie in Tübingen, Münster und Bonn studierte. Infolge des Kirchenkampfes musste Birker, der auf Seiten der Bekennenden Kirche stand, mehrere Examina ablegen: 1934 in Münster, 1937 bei der Bekennenden Kirche, 1940 in Detmold. 1941 hatte er nochmals ein außerordentliches Examen in Münster zu bestehen. Auf das Studium folgte das Vikariat in der Diaspora-Kirchengemeinde Gleidorf (Kirchenkreis Wittgenstein, Evangelische Kirche von Westfalen). Sogenannte Hilfsdienste in Dorlar, Arnsberg und Krombach rundeten die Ausbildung ab. 1938 wurde Birker in Krombach ordiniert.

## Leistungen
1932 gründete Birker auf dem elterlichen Mühlenhof in Dorlar das Jugendheim „Martinshof“ (heute „Martinswerk“). Während der Zeit des Dritten Reiches beherbergte der Martinshof auch ein Landschulheim, Einrichtungen der Frauenarbeit, später auch ein Reservelazarett, ein Kinder- sowie ein Altenheim. In der Nachkriegszeit fanden hier Flüchtlinge aus dem Osten ein Obdach. Von 1943 bis 1945 war Birker als Sanitäter zur deutschen Wehrmacht eingezogen. In dieser Zeit war er im Reservelazarett des Wehrbereiches Westfalen in Oeventrop tätig. Anschließend war er zwei Jahre Hilfsprediger in Dorlar, wo durch den Zuzug von Flüchtlingen aus den ehemaligen Ostgebieten der evangelische Bevölkerungsanteil spürbar angewachsen war. Zu seinen dortigen Dienstpflichten gehörte auch die Seelsorge an der Polizeischule in Fredeburg.
Birkers Initiative ist es zu verdanken, dass Dorlar 1947 zur selbständigen Kirchengemeinde erhoben wurde. In der Zeit von 1947 bis 1951 ließ er die Petrikirche in Dorlar errichten. Sie war wohl die einzige Kirche in Westfalen, die als Privatbesitz ihres Pastors gebaut wurde. Heute befindet sie sich im Eigentum des Martinswerks. Birker erwarb zudem 1953 Grundstücke im Schweizer Kanton Tessin und später auf Korsika. In der Schweiz erbaute ebenfalls ein Kinder- und Erholungsheim. Nach einer schweren Erkrankung verstarb Friedel Birker im Alter von 62 Jahren. Am 6. Juli 1969 wurde er auf dem von ihm selbst eingeweihten Friedhof, neben seinen Eltern, beigesetzt.

## Ehrungen
- In Dorlar wurde die Pfarrer-Birker-Straße nach ihm benannt.

## Werke
- Evangelisches Heimatbüchlein für den Kreis Meschede. Meschede 1949.